# 山田司朗
山田 司朗（やまだ しろう、1975年9月10日 - ）は、日本の実業家。

## 略歴
愛知県名古屋市出身。明治大学政治経済学部卒業。ケンブリッジ・ジャッジ・ビジネス・スクールMaster of Business Administration修了。
大学卒業後、大手VCに入社し、ベンチャーキャピタリストとして従事。翌年、サイバーエージェントに移り、経営企画室長として上場準備実務の大部分を独力で担った。2000年にオン・ザ・エッヂ（現ライブドア）に移り、投資やM&Aなどを担当、26歳で役員に就任。更に子会社社長に就任。2005年に、ケンブリッジ・ジャッジ・ビジネス・スクールに入学。MBA（経営学修士）取得。
帰国後、Zynga Japanのジェネラルマネージャーなどを務めていたが、2011年に独立し、日本クラフトビール(株)を設立、代表取締役に就任。2015年、社名をFar Yeast Brewing 株式会社に変更。2018年現在、世界17ヶ国で事業を展開。製品は「インターナショナル・ビアカップ」や「Topaward Asia」などを受賞し、国内外の高級ホテルやレストランなどで取り扱われている。